# Ribera Baja (Jaén)
La Ribera Baja es una localidad y pedanía española perteneciente al municipio de Alcalá la Real, en la provincia de Jaén. Dista a escasos 8 kilómetros de Alcalá.
Situada en la Sierra sur de Jaén, su paisaje lo componen un conjunto de lomas entre los 800 y 900 metros de altura, cubiertas de olivos, y las zonas bajas dedicadas al cultivo del cereal, pero lo más significativo es el río Velillos o río de Frailes, que marca la dirección de la prácticamente única calle que tiene, por lo que justo enfrente del pueblo hay una magnífica vega y choperas que le dan un paisaje pintoresco y suaviza considerablemente el calor estival.
Su población ha ido menguando con el pasar del siglo XX, según nuestros abuelos a principio del citado siglo pudo haber superado los 500 habitantes, pero en la actualidad no supera los 100.
- Datos: Q6107930